# Piper fragrans
Piper fragrans är en pepparväxtart som beskrevs av William Trelease. Piper fragrans ingår i släktet Piper och familjen pepparväxter. Inga underarter finns listade i Catalogue of Life.